# Parotocinclus
Parotocinclus (лат.) — род лучепёрых рыб из семейства кольчужных сомов, обитающий в Южной Америке.

## Описание
Общая длина представителей этого рода колеблется от 2,1 до 6 см. Голова довольно широкая, немного уплощённая сверху. Глаза небольшие. Задняя височная кость неперфорированная. Туловище удлинённое, приземистое, покрыто тремя-пятью линиями костных пластин. На брюхе пластины расположены неровно. Спинной плавник низкий, длинный. Грудные и брюшные плавники широкие, однако последние уступают первым размерами. Жировой плавник отсутствует. У самцов около анального плавника присутствует генитальный бугорок. Хвостовой плавник вытянутый, усеченный.
Окраска колеблется от тёмно-зеленой до тёмно-коричневой, плавники могут быть ярких цветов. Также у ряда видов по плавникам разбросаны светлые пятна или полоски.

## Образ жизни
Это донные рыбы. Предпочитают пресные водоёмы. Встречаются в прозрачных мелководных реках и ручьях, с глубиной от 0,1 до 1 м, с песчаным или гравийным дном. Образуют косяки. Ведут дневной образ жизни, обыскивая дно в поисках съестного. Питаются мягкими водорослями, а также личинками насекомых.

## Размножение
Самка откладывает от 10 до 20 икринок. Мальки растут медленно.

## Распространение
Обитают в реках Ориноко, Сан-Франсиско, Тромбетас  в пределах Венесуэлы, Гайаны, Суринама и Бразилии.

## Классификация
На апрель 2018 года род включает 29 видов:
- Parotocinclus amazonensis Garavello, 1977
- Parotocinclus arandai Sarmento-Soares, Lehmann A. & Martins-Pinheiro, 2009
- Parotocinclus aripuanensis Garavello, 1988
- Parotocinclus bahiensis (Miranda Ribeiro, 1918)
- Parotocinclus bidentatus Gauger & Buckup, 2005
- Parotocinclus britskii Boeseman, 1974
- Parotocinclus cearensis Garavello, 1977
- Parotocinclus cesarpintoi P. Miranda-Ribeiro, 1939
- Parotocinclus collinsae Schmidt & Ferraris, 1985
- Parotocinclus cristatus Garavello, 1977
- Parotocinclus doceanus (Miranda Ribeiro, 1918)
- Parotocinclus eppleyi Schaefer & Provenzano, 1993
- Parotocinclus halbothi Lehmann A., Lazzarotto & Reis, 2014
- Parotocinclus haroldoi Garavello, 1988
- Parotocinclus jequi Lehmann A., Koech Braun, Pereira & Reis, 2013
- Parotocinclus jimi Garavello, 1977
- Parotocinclus jumbo Britski & Garavello, 2002
- Parotocinclus longirostris Garavello, 1988
- Parotocinclus maculicauda (Steindachner, 1877)
- Parotocinclus minutus Garavello, 1977
- Parotocinclus muriaensis Gauger & Buckup, 2005
- Parotocinclus planicauda Garavello & Britski, 2003
- Parotocinclus polyochrus Schaefer, 1988
- Parotocinclus prata Ribeiro, Melo & Pereira, 2002
- Parotocinclus robustus Lehmann A. & Reis, 2012
- Parotocinclus seridoensis Ramos, Barris-Neto, Britski & Lima, 2013
- Parotocinclus spilosoma (Fowler, 1941)
- Parotocinclus spilurus (Fowler, 1941)
- Parotocinclus variola Lehmann et al., 2015